# Mancheño
Mancheño es un despoblado español situado en el término municipal de Vélez-Blanco, en la provincia de Almería, comunidad autónoma de Andalucía, y muy próximo del límite provincial con Murcia. Dista 30 kilómetros de la cabecera municipal. Se cree que sus últimos cinco habitantes abandonaron el lugar hacia 1978, tras una copiosa nevada que mantuvo el lugar incomunicado durante varios días.

## Geografía
Ubicación
Mancheño está situado en la zona más septentrional de la provincia de Almería. 
Orografía y paisaje
El lugar se localiza en el entorno del Parque Natural de Sierra de María-Los Vélez, en una llanura cercana al Noroeste murciano.
Clima
El clima del lugar está clasificado como clima mediterráneo típico, con veranos largo y cálidos, aunque influenciado por la altitud del lugar, que favorece las heladas en invierno.

## Historia
Un pequeño poblado cuya economía se basaba en el cultivo del trigo, centeno, avena y cebada, y la ganadería ovina y caprina, su historia estuvo marcada por la lejanía a otros pueblo y, principalmente, a la cabecera de su municipio. El tendido eléctrico nunca llegó al lugar. A pesar de contar con dos fuentes naturales de agua, se la consideraba de baja calidad y sus habitantes preferían recoger agua en la pedanía cruceña de Los Poyos. También carecía de escuela y servicio postal, por lo que los habitantes tenían que acudir a Topares para estos servicios básicos. Hacia 1970 se registraron 51 habitantes en la localidad, no quedando ninguno ya en 1991.

## Urbanismo
El pueblo estaba formado por aproximadamente una treintena de edificaciones, que llegaron a alojar a unas 100 personas, y distribuidas en dos calles paralelas.

## Patrimonio cultural
- Sabina del Mancheño.[5]